# Mariä Geburt (Altenstadt)

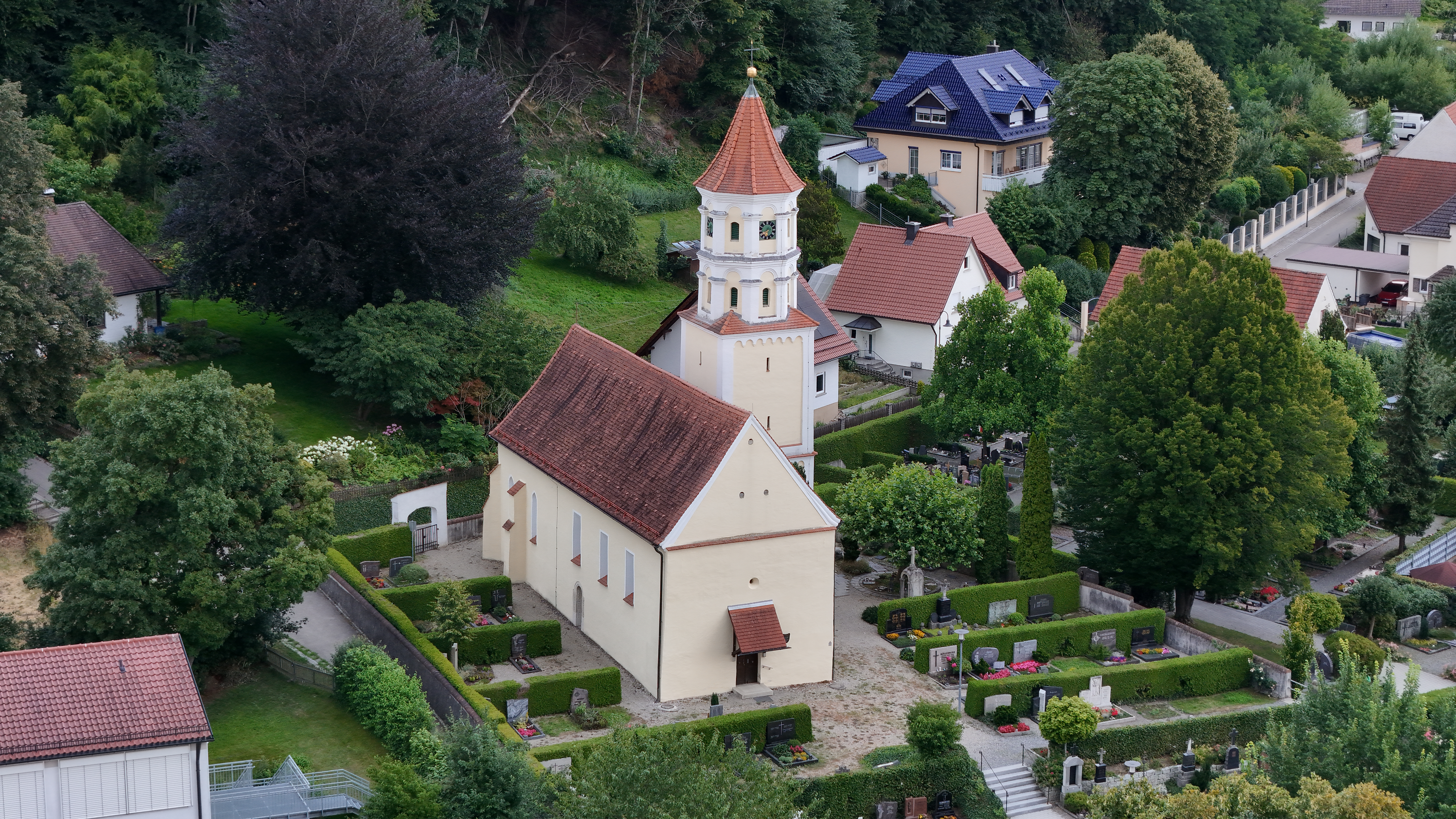
Die Marienkirche in Altenstadt, 2025

Die Filialkirche Mariä Geburt liegt im oberschwäbischen Altenstadt an der Iller im Landkreis Neu-Ulm in Bayern. Die Hauptkirche ist die ebenfalls in Altenstadt befindliche Zum-Guten-Hirten-Kirche.

## Geschichte
Bei der Renovierung der Marienkirche in Altenstadt (Iller) unter Pfarrer Karl Meisburger wurde das alte Nordportal mitsamt alten Malereiresten wiederentdeckt. Untersuchungen durch die Prähistorische Staatssammlung in München ordneten die Flechtwerk-Ornamentik der Portalsteine als karolingisch ein. Die zeitliche Einordnung der Grundmauern der Marienkirche fiel damals ins 9./10. Jahrhundert. Der Grundriss heute beschreibt ein viereckiges Altarhaus mit angeschlossener halbrunder Apsis.
Erste urkundliche Erwähnungen lassen sich in das Jahr 1300 datieren, als das Geschlecht der Herren von Aichheim in voller Blüte stand. Vor der Gründung Illereichens auf der Höhe über Aichheim (heute Altenstadt) war die Marienkirche der Pfarrkirche des Ortes.
Diverse Malereien schmückten die Wände, doch sind diese durch mehrere Umbauten zum Teil überdeckt oder verloren. Die Umbauten lassen sich auf das 12/13. Jahrhundert und um die Jahre 1560 und 1601 datieren. Nach dem Dreißigjährigen Krieg wurde die Kirche mit Barockaltären neu ausgestattet. 1947 und bei der Renovierung 1976–1982 wurden diese jedoch wieder entfernt.
Heute ziert die Marienkirche ein Fußboden aus roten Ziegelplatten, eine gefelderte, naturbelassene Holzdecke und ein Altarstein aus Muschelkalk.